# Paskosuseł
Paskosuseł (Ictidomys) – rodzaj ssaków z podrodziny afrowiórek (Xerinae) w obrębie rodziny wiewiórkowatych (Sciuridae).

## Rozmieszczenie geograficzne
Rodzaj obejmuje gatunki występujące na preriach, jałowych, lub porośniętych trawami terenach centralnej części Ameryki Północnej.

## Morfologia
Długość ciała (bez ogona) 170–380 mm, długość ogona 60–166 mm; masa ciała 90–398 g.

## Systematyka
Rodzaj zdefiniował w 1877 roku amerykański zoolog Joel Asaph Allen w monografii północnoamerykańskich gryzoni o tytule Monografia północno-amerykańskich gryzoni. Allen wymienił cztery gatunki – Spermophilus tereticaudus S.F. Baird, 1858, Sciurus mexicanus Erxleben, 1777, Sciurus tridecem-lineatus Mitchill, 1821 i Arctomys franklinii Sabine, 1822 – z których gatunkiem typowym jest (późniejsze oznaczenie) Sciurus tridecem-lineatus Mitchill, 1821 (paskosuseł lamparci).

### Etymologia
- Ictidomys: gr. ικτις iktis, ικτιδις iktidis ‘łasica’; μυς mus, μυός muos ‘mysz’[9].
- Ictidomoides: rodzaj Ictidomys J.A. Allen, 1877; gr. -οιδης -oidēs ‘przypominający’[10][3]. Gatunek typowy (oryginalne oznaczenie): Sciurus mexicanus Erxleben, 1777.

### Podział systematyczny
Na podstawie badań filogenetycznych z 2009 roku z rodzaju Spermophilus wydzielono nowy rodzaj Ictidomys i zgrupowano w nim trzy współcześnie występujące gatunki:
| Grafika | Gatunek                    | Autor i rok opisu | Nazwa zwyczajowa       | Podgatunki         | Rozmieszczenie geograficzne | Podstawowe wymiary                          | Status IUCN |
| ------- | -------------------------- | ----------------- | ---------------------- | ------------------ | --- | ------------------------------------------- | ----------- |
|         | Ictidomys tridecemlineatus | (Mitchill)        | paskosuseł lamparci    | 10 podgatunków     | południowo-środkowa Kanada (Alberta, Saskatchewan i Manitoba) na południe przez środkowe Stany Zjednoczone do Arizony i Texas Gulf Coast                                                        | DC: 17–31 cm DO: 6–13,2 cm MC: 110–270 g    | LC          |
|         | Ictidomys parvidens        | (Mearns, 1896)    | paskosuseł drobnozębny | gatunek monotypowy | Stnay Zjednoczone (południowy Nowy Meksyk i zachodni Teksas) i północno-wschodni Meksyk (na południe do Zacatecas i południowego Tamaulipas, izolowana populacja w północno-wschodniem Durango) | DC: 22–32 cm DO: 8–13 cm MC: 90–210 g       | NE          |
|         | Ictidomys mexicanus        | (Erxleben, 1777)  | paskosuseł meksykański | gatunek monotypowy | endemit Meksyku: Wyżyna Meksykańska od wschodniego Jalisco do zachodnio-środkowego Veracruz | DC: 32–38 cm DO: 12,4–16,6 cm MC: 217–398 g | LC          |

Kategorie IUCN:  LC  – gatunek najmniejszej troski;  NE  – gatunki niepoddane jeszcze ocenie.
Opisano również gatunek wymarły z plejstocenu dzisiejszych Stanów Zjednoczonych:
- Ictidomys meadensis (Hibbard, 1941)